# Wół domowy
Wół domowy (Bubalus bubalis) – ssak z rodziny wołowatych.
Hodowany powszechnie w południowo-wschodniej Azji, a także w północnej Afryce, na Bliskim Wschodzie, w Ameryce Środkowej i Południowej, Australii, a nawet na południu Europy.
Udomowienie nastąpiło prawdopodobnie 4 000–3 000 lat p.n.e.

## Systematyka
Wół domowy został opisany przez Linneusza w 1758 roku pod nazwą Bubalus bubalis, a arni azjatycki – w 1872 (Kerr) jako Bubalus arnee. Naukowa nazwa wołu domowego to Bubalus arnee f. bubalis (udomowiona forma bawołu indyjskiego). Nazwa Bubalus bubalis została jednak przyjęta jako powszechnie stosowana. Taką też zastosowano w Mammal Species of the World (2005) oraz Polskim nazewnictwie ssaków świata (2015). W języku angielskim istnieje rozróżnienie na river buffalo i swamp buffalo, formalnie opisane jako dwa różne podgatunki: pierwszy nominatywny, B. b. bubalis, drugi – B. b. carabanesis. Autorzy Mammal Species of the World nie uznają B. b. carabanesis.
Opisano następujące podgatunki:
- arni azjatycki (B. (b.) arnee; Kerr, 1792)
- wół domowy (B. (b.) bubalis )
- B. b. fulvus (Blanford, 1891)
- B. b. kerabau (Fitzinger, 1860)
- B. b. migona Deraniyagala, 1952
- B. b. theerapati Groves, 1996

## Wygląd
Długość ciała około 3 m u samców, ogona 60-100 cm; wysokość w kłębie około 200 cm u samców. Masa ciała 400-900 kg, zależnie od rasy (według innego źródła 250–550 kg u udomowionych); dzikie bawoły są cięższe, osiągają masę 700–1200 kg. Budowa bardzo krępa, masywna, nogi silne, zakończone szerokimi racicami. Osobniki obojga płci mają potężne rogi, rowkowane, a w przekroju trójkątne. Zależnie od rasy mogą mieć różny kształt i rozmiar, od niewielkich i skręconych po długie i proste u dzikich bawołów. U części ras rogi w zaniku. Ciało jest pokryte rzadkimi włosami, u młodych osobników gęstymi. W strefach umiarkowanych lub na dużych wysokościach woły mogą wykształcać gęstą okrywę włosową. Przeważnie sierść i skóra mają barwę od łupkowoszarej do czarnej. Bardzo szerokie i znacznie rozstawione racice są ważnym przystosowaniem do życia w bagniskach, na mokradłach i na przybrzeżnych płyciznach.

## Występowanie
Pierwotnie występował w Indiach i Azji Południowo-Wschodniej. Stamtąd w czasach historycznych został sprowadzony do Europy, Afryki, Ameryki, Australii i Japonii.

## Środowisko, tryb życia i zachowanie
Środowiskiem życia dzikich wołów domowych pierwotnie były rosnące w strefie tropikalnej i subtropikalnej nadrzeczne lasy, podmokłe tereny trawiaste i mokradła. Współcześnie dzikie woły ograniczone są do bagnistych terenów trawiastych i szuwarów, zmniejszył się również ich zasięg występowania. Woły najchętniej przebywają w miejscach zacienionych i częściowo nawodnionych. W porównaniu do dzikich bawołów wyróżniają się mniej agresywnym i uleglejszym zachowaniem. Zdziczałe woły żyją w stadach liczących do 30 osobników.
Ciąża trwa 10–11 miesięcy. Rodzi się jedno młode. Cielę po narodzinach waży 32–58 kg u samców i 27–45 u samic. Do pierwszego wycielenia dochodzi w wieku 30–57 miesięcy (dane dla dwóch z pakistańskich ras).

## Znaczenie dla człowieka
W 2005 na całym świecie trzymano około 168 mln wołów domowych, głównie w Azji. Dzikie bawoły służą wyłącznie jako źródło mięsa. Woły domowe hoduje się jako zwierzęta pociągowe oraz dla mięsa i mleka. Zawiera ono blisko 8% tłuszczu mlecznego, zależnie od rasy średnio 6,8–8,6% (u ras indyjskich). Dzikie bawoły nie są pożądane na terenach wiejskich, jako że niszczą uprawy i zabijają udomowione byki, by pokryć krowy. Powstające mieszańce cechuje nieposłuszne zachowanie i niepożądane z punktu widzenia zwierząt pociągowych duże rozmiary ciała, które dodatkowo mogą prowadzić do komplikacji okołoporodowych.